# Diocese de Namur
A Diocese de Namur (em latim: Dioecesis Namurcensis) é um território eclesiástico da Igreja Latina ou diocese da Igreja Católica na Bélgica. A diocese é sufragânea na província eclesiástica da Arquidiocese de Malines-Bruxelas. Sua cátedra é encontrada na Catedral de Santo Aubin na sede episcopal de Namur.

## História
A diocese foi constituída como sé sufragânea da nova sé metropolitana de Cambrai pela bula papal de 12 de maio de 1559, estabelecendo os novos bispados nos Países Baixos. Seu território pertencia anteriormente à Diocese de Liège. Após a supressão no período francês, a diocese foi restabelecida pela Concordata de 1801, sua extensão correspondendo à do Departamento de Sambre-et-Meuse, e como sufragânea da Arquidiocese de Mechelen. Em 14 de setembro de 1823, o território da diocese foi estendido para incluir Luxemburgo, que anteriormente fazia parte da Diocese de Metz. Após a Revolução Belga de 1830, um vigário apostólico foi nomeado para as partes de Luxemburgo sob controle holandês. Como resultado do Tratado de Londres (1839) que formalizou a partilha do Luxemburgo entre o Grão-Ducado do Luxemburgo e a Província Belga do Luxemburgo, em 1840 a jurisdição eclesiástica sobre todo o território do Grão-Ducado foi dada ao vigário apostólico do Luxemburgo, sendo a sua perda para a Diocese de Namur formalizada em 7 de Outubro de 1842.
Em 1907, a Diocese de Namur contava com 583.722 habitantes, 36 decanatos, 37 paróquias, 677 sucursais, 96 capelas auxiliares e 111 curas pagas pelo Estado. Dentro da diocese, as congregações religiosas administravam 2 orfanatos para meninos, 7 para meninas, 1 misto, 18 hospitais ou enfermarias, 4 clínicas, 194 escolas infantis, 1 casa de resgate, 6 casas para o cuidado dos doentes em suas casas, 1 asilo para surdos-mudos, 2 casas de retiro e 1 asilo para loucos.

## Ver
A Catedral de Santo Aubin em Namur foi fundada como uma igreja colegiada em 1047 por Alberto II de Namur. O primeiro deão, Frederico de Lorena, cunhado de Alberto II, por volta de 1050 obteve da Catedral de Mainz uma parte da cabeça de Santo Albino, a cujo patrocínio a igreja colegiada foi dedicada. Em 1057, Frederico tornou-se papa sob o nome de Papa Estêvão IX. Em 1209, o Papa Inocêncio III tomou formalmente a igreja sob sua proteção. Com exceção de uma torre, a catedral foi inteiramente reconstruída em estilo barroco na década de 1750.
A diocese também abriga uma basílica menor, a Basílica de São Materno em Walcourt.

## Bispos

### Bispos de Namur
Bispos da primeira diocese
- Antoine Havet , 1561–1578
- François Wallon-Capelle , 1580–1592
- Jean Dave , 1593–1595
- Jacques Blaseus , 1597–1601, mais tarde bispo de Saint-Omer
- François Buisseret , 1601–1615, mais tarde arcebispo de Cambrai
- Jean Dauvin , 1615–1629
- Engelbert Des Bois , 1630-1651
- Jean de Wachtendonck , 1654-1668, mais tarde arcebispo de Mechelen
- Ignace Schetz de Grobbendonk , 1669-1679, ex -bispo de Roermond , mais tarde bispo de Gante
- Pierre Vandenperre , 1680–1695
- Fernando de Berlo de Brus , 1698–1725
- Thomas Strickland de Sizergh , 1727–1740
- Paul-Godefroi de Berlo de Franc-Douaire , 1741–1771
- Ferdinand-Marie de Lobkowitz , 1772–1779, mais tarde bispo de Ghent
- Albert Louis de Lichtervelde , 1780–1796

### Bispos desde 1802
- Claude de Bexon (25 de maio de 1802 - 15 de setembro de 1803)
- Joseph Pisani de La Gaude (1803–1828)
- Nicolas-Alexis Ondenard (1828–1830)
- Jean Arnold Barret (15 de abril de 1833 – 31 de julho de 1835)
- Nicolas-Joseph Dehesselle (1 de fevereiro de 1836 – 1865)
- Victor-Auguste-Isidore Dechamps (25 de setembro de 1865 – 20 de dezembro de 1867), nomeado Arcebispo de Mechelen (Cardeal em 1875)
- Théodore-Joseph Gravez (20 de dezembro de 1867 - 1883 morreu)
- Pierre-Lambert Goossens (16 de julho de 1883 – 24 de março de 1884), nomeado Arcebispo de Mechelen (Cardeal em 1889)
- Édouard-Joseph Belin (27 de março de 1884 – 1892)
- Jean-Baptiste Decrolière (1892 – 1899)
- Thomas Louis Heylen (23 de outubro de 1899 - 28 de outubro de 1941)
- André Marie Charue (12 de dezembro de 1941 - 24 de junho de 1974)
- Robert-Joseph Mathen (24 de junho de 1974 – 7 de fevereiro de 1991)
- Andre-Mutien Leonard (7 de fevereiro de 1991 - 18 de janeiro de 2010), nomeado Arcebispo de Mechelen-Bruxelas
- Rémy Victor Vancottem (31 de maio de 2010 - 5 de junho de 2019)
- Pierre Warin (5 de junho de 2019 - )

### Bispos Coadjutores
- Paul Justin Cawet (1929-1941), morreu sem conseguir ver
- Pierre-Lambert Goossens (1883); futuro cardeal
- Robert-Joseph Mathen (1974)

### Bispo Auxiliar
- Jean-Baptiste Musty (1957-1991)
- Pierre Warin (2004-2019), nomeado bispo desta diocese

### Outros padres desta diocese que se tornaram bispos
- Nikolaus Adames (padre aqui, 1839-1840), nomeado Vigário Apostólico de Luxemburgo em 1863
- Guillaume-Philippe de Herzelles  [ Wikidata ] , nomeado bispo de Antuérpia em 1743
- Julien Ries, nomeado arcebispo titular e depois cardeal em 2012